# Moacyr Scliar
Moacyr Jaime Scliar (Porto Alegre, 23 de març de 1937 - 27 de febrer de 2011) va ser un escriptor i metge brasiler, la literatura del qual es va caracteritzar per tractar temes de la identitat jueva de la Diàspora, especialment sobre el fet de ser jueu al seu país, Brasil.

## Biografia
Descendent d'una família jueva que havia immigrat al Brasil des de Besaràbia l'any 1919, Moacyr Scliar va nàixer en el barri de Bom Fim, on es concentra la comunitat jueva de Porto Alegre. Era fill de José i Sara Scliar. Va estudiar al Colégio Iídiche i al Colégio Nossa Senhora do Rosário (catòlic) de la seua ciutat.
El 1962 es va graduar en Medicina per la Universitat Federal de Rio Grande do Sul i a l'any següent comença la seua carrera en aquesta disciplina. Es va especialitzar en el camp de la Sanitat Pública. L'any 1970 realitza un curs de postgraduat en medicina a Israel, i finalment, va ser nomenat Doctor en Ciències per l'Escola Nacional de Saúde Pública. Va impartir classe de Medicina i Comunitat en la Universitat Federal de Ciències de la Salut de Porto Alegre.
Es va casar amb Judith Vivien Oliven el 1965. El seu fill, Roberto, va nàixer el 1979. Scliar era seguidor de l'equip de futbol Cruzeiro de Porto Alegre. A la seua mort, els jugadors del Cruzeiro van tindre un gest d'homenatge cap a l'escriptor.

## Carrera literària
Scliar va ser un autor prolífic que va publicar al voltant d'un centenar d'obres en portugués. Al llarg de la seua carrera va tocar diversos gèneres literaris, tals com les històries curtes, la novel·la, el llibre infantil i juvenil, o l'assaig.
Comptava amb un estil irònic i senzill, la qual cosa li va aportar un públic ampli de lectors. L'any 2003 va entrar a l'Academia Brasileira de Letras, després d'haver aconseguit importants guardons literaris com el Premi Jabuti (1988, 1993 i 2009), el de l'Associació Paulista de Crítics d'Art (1989) o el de la Casa de las Américas (1989).
Les seues obres es caracteritzaven per recurrent tema de la immigració jueva a Brasil, junt a altres qüestions com ara el socialisme, la medicina o la vida de la classe mitjana. Ha estat traduït a dotze idiomes.
La seua novel·la més coneguda fora de Brasil va ser Max e os Felinos (Max i els gats), publicada l'any 1981. Narra la història d'un jove alemany qui abandona Berlín després d'atraure l'atenció dels nazis per haver tingut un afer amb una dona casada. En la seua fugida cap al Brasil, el seu vaixell s'enfonsa i es troba a soles en una barca junt a un jaguar transportat a la bodega de l'embarcació.
Quan l'any 2002 l'escriptor canadenc Yann Martel va reeixir amb la novel·la La vida de Pi (guanyador del Premi Man Booker), va ser acusat d'haver plagiat Max i els gats per la similitud entre els plantejaments. Però, Sclair va comentar que els mèdia havien extrapolat al tractar el cas i que ell mai no va tindre la intenció de polemitzar amb Martel.
Altres obres ressenyables de Moacyr Sclair són, entre d'altres O ciclo das águas, A estranha nação de Rafael Mendes, O exército de um homem só o O centauro no jardim, la qual va ser inclosa en la llista del National Yiddish Book Center com un dels 100 millors llibres de temàtica jueva dels darrers dos segles.

### Adaptacions al cinema
La seua obra Um Sonho no Caroço do Abacate va ser duta a la pantalla gran el 1998 per Lucas Amberg. El film, titulat "Caminho dos Sonhos", parla de la història de Mardo, el fill d'una nissaga de jueus lituans que s'estableixen en el barri del Bom Retiro de São Paulo, a la dècada dels 60. Mardo (Edward Boggiss) s'apassiona per Ana, una estudiant negra; ambdós es topeten amb la discriminació a l'escola on estudien els prejudicis de les seues famílies.
El 2002, André Sturm va adaptar Sonhos Tropicais, la història d'un metge de Rio de Janeiro que combat la febre groga davant la resistència de la població a vacunar-se, i d'una jove jueva polonesa emigrada al Brasil en busca d'una vida millor que s'acaba prostituint per sobreviure.

## Obra literària

### Contes
- O carnaval dos animais. Porto Alegre, Movimento, 1968
- A balada do falso Messias. São Paulo, Ática, 1976
- Histórias da terra trêmula. São Paulo, Escrita, 1976
- O anão no televisor. Porto Alegre, Globo, 1979
- Os melhores contos de Moacyr Scliar. São Paulo, Global, 1984
- Dez contos escolhidos. Brasília, Horizonte, 1984
- O olho enigmático. Rio, Guanabara, 1986
- Contos reunidos. São Paulo, Companhia das Letras, 1995
- O amante da Madonna. Porto Alegre, Mercado Aberto, 1997
- Os contistas. Rio, Ediouro, 1997
- Histórias para (quase) todos os gostos. Porto Alegre, L&PM, 1998
- Pai e filho, filho e pai. Porto Alegre, L&PM, 2002
- http://www.historiasnaocontadas.com.br. Rio de Janeiro, Agir, 2009.

### Novel·la
- A guerra no Bom Fim. Rio, Expressão e Cultura, 1972. Porto Alegre, L&PM, ISBN 9788525413215
- O exército de um homem só. Rio, Expressão e Cultura, 1973. Porto Alegre, L&PM, ISBN 852540652X
- Os deuses de Raquel. Rio, Expressão e Cultura, 1975. Porto Alegre, L&PM, ISBN 85-254-1225-2
- O ciclo das águas. Porto Alegre, Globo, 1975; Porto Alegre, L&PM, 1996, ISBN 9788574887838
- Mês de cães danados. Porto Alegre, L&PM, 1977, ISBN 852541221X
- Doutor Miragem. Porto Alegre, L&PM, 1979, ISBN 8525409219
- Os voluntários. Porto Alegre, L&PM, 1979, ISBN 8525410667
- O Centauro no Jardim. Rio, Nova Fronteira, 1980. Porto Alegre, L&PM (Tradução francesa:"Le centaure dans le jardin"),Presses de la Renaissance, Paris, ISBN 2-264-01545-4, 1985
- Max e os felinos. Porto Alegre, L&PM, 1981, ISBN 8525410489
- A estranha nação de Rafael Mendes. Porto Alegre, L&PM, 1983, ISBN 8525409367
- Cenas da vida minúscula. Porto Alegre, L&PM, 1991, ISBN 8525403555
- Sonhos tropicais. São Paulo, Companhia das Letras, 1992, ISBN 8571642494
- A majestade do Xingu. São Paulo, Companhia das Letras, 1997, ISBN 8571647011
- A mulher que escreveu a Bíblia. São Paulo, Companhia das Letras, 1999, ISBN 8571649375
- Os leopardos de Kafka. São Paulo, Companhia das Letras, 2000, ISBN 9788535900217
- Uma história farroupilha. Porto Alegre, L&PM, 2004, ISBN 8525414204
- Na noite do ventre, o diamante. Rio de Janeiro: Ed. Objetiva, 2005, ISBN 8573026790
- Ciumento de carteirinha Editora Ática, 2006, ISBN 8508101104
- Os vendilhões do templo Companhia das Letras, 2006, ISBN 9788535908299
- Manual da paixão solitária. São Paulo: Companhia das Letras, ISBN 9788535913552, 2008
- Eu vos abraço, milhões. São Paulo: Companhia das Letras, ISBN 9788535917390. 2010

### Llibres infantils i juvenils
- Cavalos e obeliscos. Porto Alegre, Mercado Aberto, 1981; São Paulo, Ática, 2001, ISBN 9788508107247
- A festa no castelo. Porto Alegre, L&PM, 1982, ISBN 8525410403
- Memórias de um aprendiz de escritor. São Paulo, Cia. Editora Nacional, 1984*, ISBN 8504005674
- No caminho dos sonhos. São Paulo, FTD, 1988, ISBN 9788508097753
- O tio que flutuava. São Paulo, Ática, 1988, ISBN 85-08-03014-2
- Os cavalos da República. São Paulo, FTD, 1989, ISBN 850809759X
- Pra você eu conto. São Paulo, Atual, 1991, ISBN 9788535708738
- Uma história só pra mim. São Paulo, Atual, 1994, ISBN 8535703381
- Um sonho no caroço do abacate. São Paulo, Global, 1995, ISBN 8526005111
- O Rio Grande farroupilha. São Paulo, Ática, 1995, ISBN 8508044771
- Câmera na mão, o guarani no coração. São Paulo, Ática, 1998, ISBN 8508071760
- A colina dos suspiros. São Paulo, Moderna, 1999, ISBN 8516023508
- O livro da medicina. São Paulo, Companhia das Letrinhas, 2000, ISBN 9788574060811
- O mistério da casa verde. São Paulo, Ática, 2000, ISBN 9788508120666
- O ataque do comando P.Q. São Paulo, Ática, 2001, ISBN 9788508120581
- O sertão vai virar mar. São Paulo, Ática, 2002, ISBN 8508120257
- Aquele estranho colega, o meu pai. São Paulo, Atual, 2002, ISBN 8535702474
- Éden-Brasil. São Paulo, Companhia das Letras, 2002, ISBN 8535902465
- O irmão que veio de longe. Idem, idem, ISBN 8574061417
- Nem uma coisa, nem outra. Rio, Rocco, 2003, ISBN 8532515088
- Aprendendo a amar - e a curar. São Paulo, Scipione, 2003, ISBN 978-85-262-4593-8
- Navio das cores. São Paulo, Berlendis & Vertecchia, 2003, ISBN 8586387711
- Livro de Todos - O Mistério do Texto Roubado. São Paulo, Imprensa Oficial do Estado de São Paulo, 2008. Obra coletiva (Moacyr Scliar e vários autores), ISBN 9788570606129

### Cròniques
- A massagista japonesa. Porto Alegre, L&PM, 1984
- Um país chamado infância. Porto Alegre, Sulina, 1989
- Dicionário do viajante insólito. Porto Alegre, L&PM, 1995
- Minha mãe não dorme enquanto eu não chegar. Porto Alegre, L&PM, 1996. Artes e Ofícios, 2001
- O imaginário cotidiano. São Paulo, Global, 2001
- A língua de três pontas: crônicas e citações sobre a arte de falar mal. Porto Alegre

### Assajos
- A condição judaica. Porto Alegre, L&PM, 1987
- Do mágico ao social: a trajetória da saúde pública. Porto Alegre, L&PM, 1987; SP, Senac, 2002
- Cenas médicas. Porto Alegre, Editora da Ufrgs, 1988. Artes&Ofícios, 2002
- Enígmas da culpa. São Paulo, Objetiva, 2007

### Traduccions al Català
- Scliar, Moacyr; trad. Pere Comellas Casanovas. Els lleopards de Kakfa [«Leopardos de Kafka»]. 1a ed..  Barcelona: Raig Verd, 2012. ISBN 9788415539131.

## Premis
- Prêmio Jabuti de Literatura, 1988, Crônicas e Novelas
- Prêmio APCA, 1989
- Prêmio Casa de las Americas, 1989, O olho enigmático
- Prêmio Jabuti de Literatura, 1993, Sonhos tropicais
- Prêmio Jabuti de Literatura, 2000, A mulher que escreveu a Bíblia
- Prêmio Jabuti de Literatura, 2009, Manual da paixão solitária